# HAFAS
HAFAS (skrót od HaCon Fahrplan-Auskunfts-System) – informatyczny system zarządzania rozkładami jazdy kolejowych przewoźników pasażerskich firmy HaCon w Niemczech.
Stworzony on został w 1989 r., pierwotnie na zamówienie Deutsche Bahn, a obecnie obsługuje łącznie około 60 przewoźników kolejowych w 16 krajach Europy. System użytkowany jest również w Polsce.
HAFAS wykorzystywany jest do zarządzania rozkładami jazdy (ich tworzenia, optymalizacji, drukowania i ich zaawansowanego wyszukiwania). Systemy HAFAS używane w wielu krajach i u wielu przewoźników są pomiędzy sobą sprzęgnięte i wymieniają dane dotyczące rozkładów jazdy, cen, oraz inne dane, dostarczając w ten sposób informacji, jak dojechać z punktu A do B, z jak najmniejszą liczbą przesiadek, przy najmniejszym czasie lub koszcie, uwzględniając przy tym również inne kryteria (jak datę i czas wyjazdu lub przyjazdu, kategoria pociągu, rezerwacje, dostępne klasy, dostępne promocje, czy też posiadane bilety okresowe lub ulgowe).
Niektóre instalacje HAFAS umożliwiają dodatkowo łączone wyszukiwanie również w innych środkach transportu, jak autobusy dojazdowe do stacji, samoloty, promy, transport publiczny oraz indywidualni przewoźnicy samochodowi. Dostępne są również inne specjalistyczne opcje, np. obsługa map.
W chwili obecnej większość przewoźników integruje w systemie HAFAS również sprzedaż biletów. W ten sposób w jednym miejscu zakupić można bilet na wszystkie przejazdy w ramach trasy.
Dostęp do informacji w systemie HAFAS możliwy jest dla klientów zwykle poprzez internet (w Polsce adres http://rozklad-pkp.pl/), czy też inne serwisy, jak (Teletekst, WAP lub SMS), jak również w wersjach offline dla systemu Windows na płytach CD wraz z aktualizacjami przez internet.
Integracja systemów powoduje, że wyszukiwanie można przeprowadzić w dowolnym miejscu, gwarantując te same wyniki (np. wyszukując połączenia na stronie PKP otrzymamy te same wyniki co na stronie Deutsche Bahn).
Nie są znane dokładne statystyki związane z rozmiarem systemu, ponieważ jest on obsługiwany niezależnie przez wiele podmiotów. Sama strona bahn.de obsługuje każdego dnia około 50 milionów zapytań dotyczących rozkładów jazdy.